# Темниця
Темниця (словен. Temnica) — поселення на схід від Костанєвіца на Красу в общині Мірен-Костанєвіца, Регіон Горишка, Словенія. Висота над рівнем моря: 402 м.